# Kraemer
Kraemer es un lugar designado por el censo ubicado en la parroquia de Lafourche en el estado estadounidense de Luisiana. En el Censo de 2010 tenía una población de 934 habitantes y una densidad poblacional de 67,7 personas por km².

## Geografía
Kraemer se encuentra ubicado en las coordenadas 29°51′32″N 90°37′34″O / 29.85889, -90.62611. Según la Oficina del Censo de los Estados Unidos, Kraemer tiene una superficie total de 13.8 km², de la cual 13.6 km² corresponden a tierra firme y (1.43%) 0.2 km² es agua.

## Demografía
Según el censo de 2010, había 934 personas residiendo en Kraemer. La densidad de población era de 67,7 hab./km². De los 934 habitantes, Kraemer estaba compuesto por el 97.75% blancos, el 0.64% eran afroamericanos, el 0.64% eran amerindios, el 0% eran asiáticos, el 0% eran isleños del Pacífico, el 0% eran de otras razas y el 0.96% pertenecían a dos o más razas. Del total de la población el 1.82% eran hispanos o latinos de cualquier raza.